# 冬季作業車両

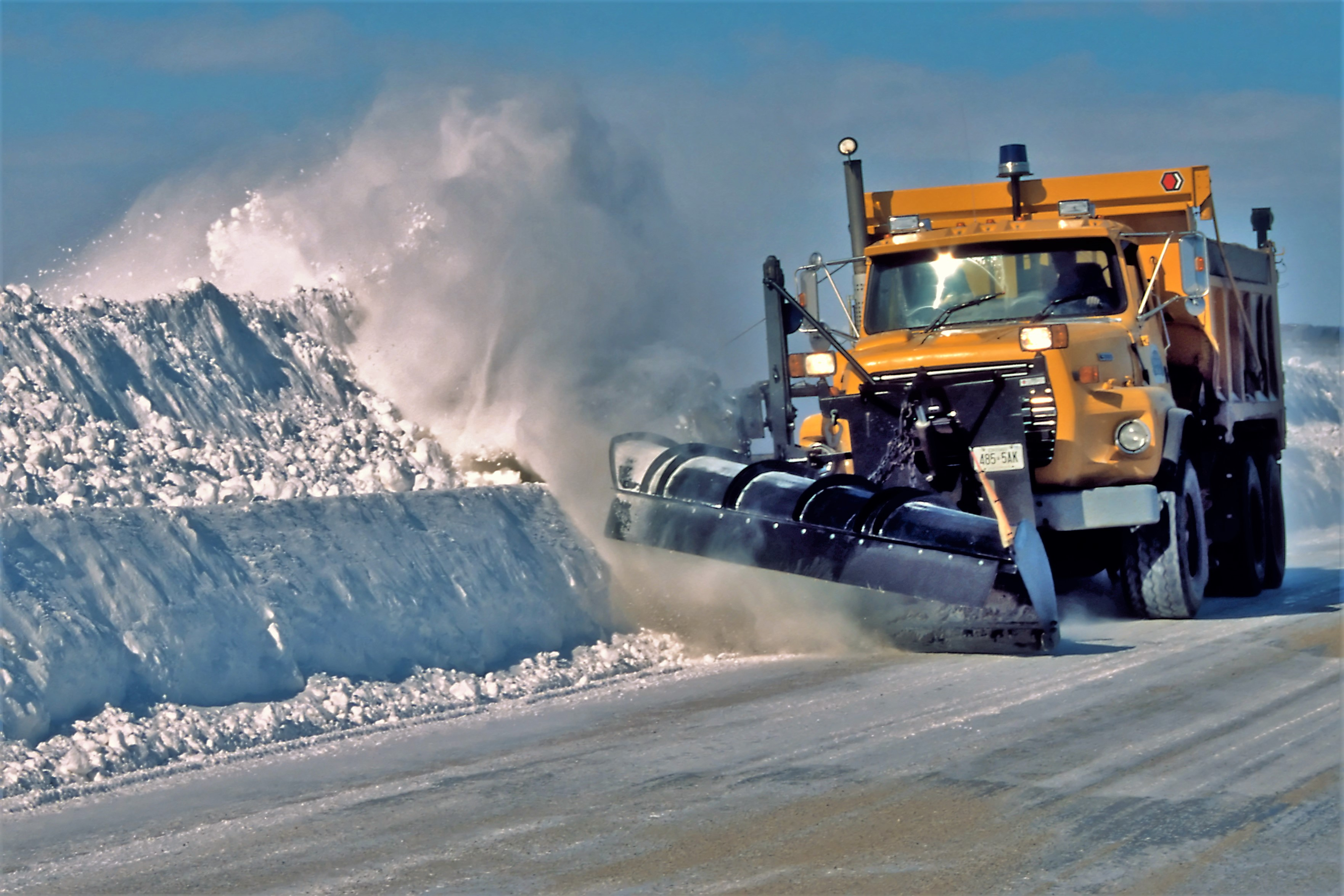
道路で除雪作業中の冬季作業車両（カナダ・オンタリオ州トロント）

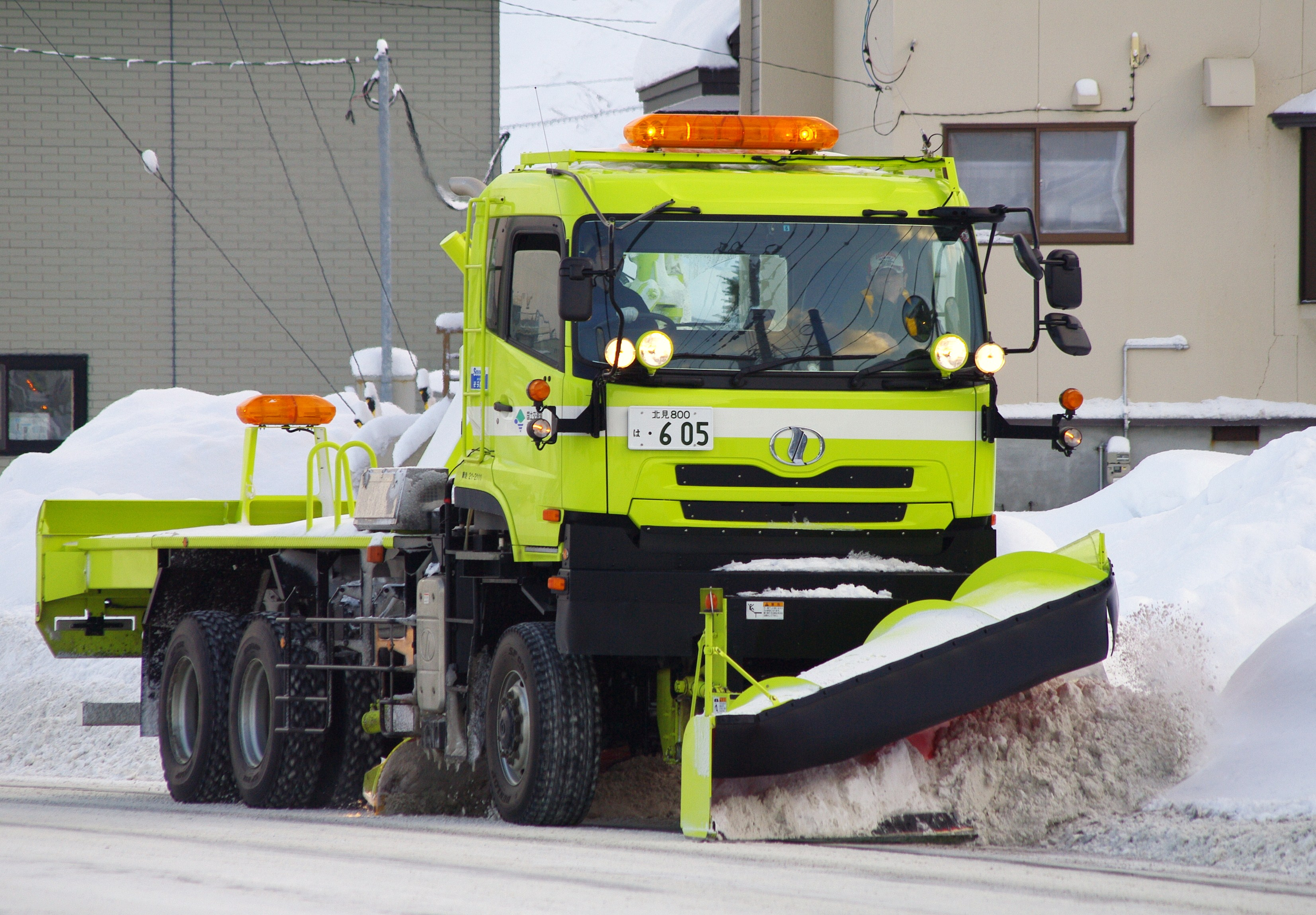
網走市内を除雪する北海道開発局のクオン除雪車

冬季作業車両（英語: winter service vehicle, WSV）または除雪車（英語: snow removal vehicle）とは、道路や空港などで雪や氷の除去作業を行うための車両である。

## 概要
通常はダンプカーや専用のAWDシャシをベースとし、特別に設計された除雪装備を有しているが、舗装済歩道や未舗装歩道や自転車道向けの車両では、より小型の車両を投入している。
温帯や寒帯に属する地域では、冬季の安全運転確保のため、多くの道路保守当局や建設業者が複数の冬季作業車両を保有して道路の除雪や除氷を行っている。空港では安全な離着陸を確保するため、航空機の空気力学に干渉する可能性のある雪や氷を機体表面や滑走路や誘導路から取り除く目的で使用される。
最初期の冬季作業車両は、そりのために路面を円滑に維持する目的で設計されたスノーローラーであると言われている。ただし馬に引かせたスノープラウ（除雪板）やグリット（後述）散布車は早くも1862年には使われていた。20世紀初頭のモータリゼーションと航空機利用の普及により、大型の発動機付き冬季作業車両が開発され、今日に至っている。

## 歴史

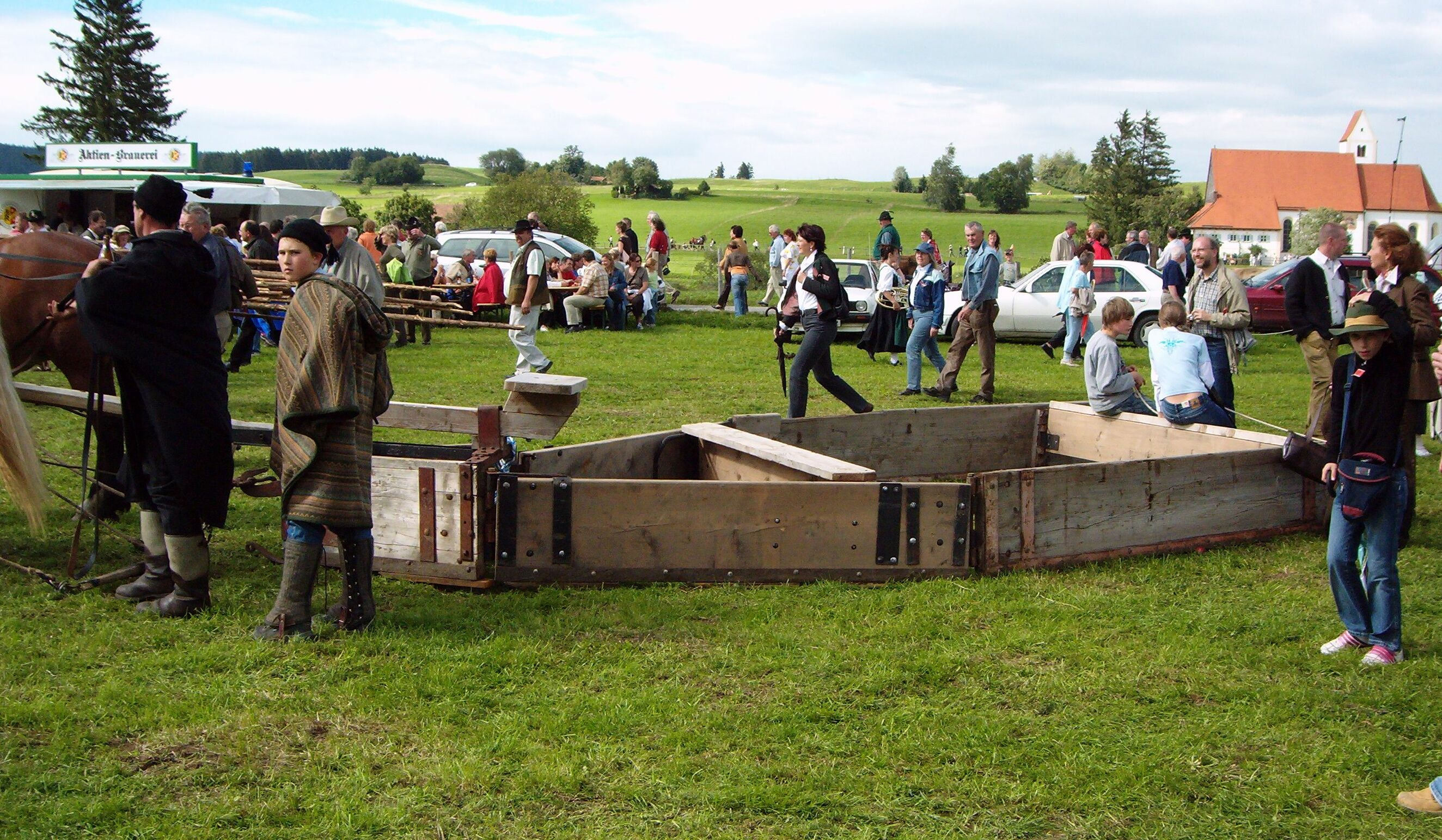
19世紀ドイツの生活の歴史再現で公開された、馬に引かせていた初期のスノープラウ（ドイツ・バイエルン州ブルッゲン）

除雪作業の歴史は少なくとも中世にまで遡るが、初期の試みは歩道や車道から雪を取り除くために単にシャベルやほうきを使う、というものであった 。
モータリゼーション以前、積雪はそれ程問題視されていなかった。田舎の未舗装の道路はでこぼこであり、多くの場合通行を困難にしたが、雪や氷がその表面を円滑にした。ほとんどの農家が通常の四輪車の代わりにそりを使い、木材のような重い材料を楽に運搬することができた。
アメリカ合衆国およびカナダの北部地方の初期のコミュニティは、道を覆っている雪を圧縮するために、動物に引かせたスノーローラーを使っていた。今日でいう圧雪車のはしりといえるそれらの車両によって雪を圧縮する事により雪の寿命を伸ばし、そりの運行を容易にした。橋のような露出した箇所でもそりが通過できるように、それらの場所に雪を敷き固めるための管理者を雇うコミュニティさえもあった。
ところが舗装の普及と都市の発展に伴い、雪を敷き固めることは車両や歩行者のスリップ事故を誘発する為、次第に好まれなくなった。除雪車両に関する最古の特許は1840年に遡るが、その特許物が実際に使用されたという記録は1862年まで見られない。その年はウィスコンシン州のミルウォーキー市がスノープラウ（snowplow、除雪板）を装着した荷馬車の運用を始めた年である。馬が引くスノープラウは急速に他の都市、特に豪雪地域に広まっていった。

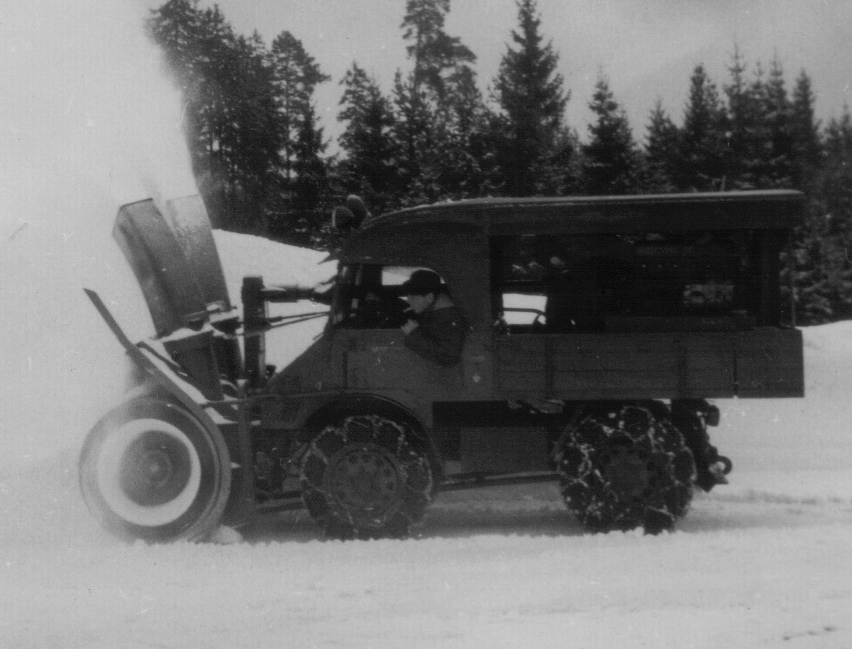
1955年から使用されているウニモグ噴射式除雪車

最初の発動機付きスノープラウ（除雪車）は、トラックとトラクターの車体をベースとして1913年に開発された。結果として除雪作業が機械化され、除雪にかかる労力が削減され、除雪速度と効率が向上した。航空産業の発展もまた、20世紀初期の冬季作業車両開発のための契機となった。わずかな雪や氷の浮遊でさえ航空機事故を引き起こす可能性があるため、空港では吹き溜まりをなくすための大きなフェンスが離着陸場の周囲に立てられ、悪天候時でも滑走路をクリアに保つ為の車両群の配置が始まった。
自動車が普及するにつれ、雪かきだけでは道路の除雪や除氷には不十分だという事が知られてきた。このため、融雪速度を加速するために凍結防止剤を使用する融雪剤散布車が開発された。融雪剤散布（gritting）の試みは、初期の頃には使用した塩が錆を招き、橋梁のような金属構造物や歩行者の靴に損傷を与えたために反発を招いた。ところが交通事故の増加に伴い反発は沈静化し、1920年代末までに米国の多くの都市が道路をクリアにし安全性を高めるために塩と砂を使うようになった。1960年代から1970年代にかけての環境意識の高まりによって、融雪剤散布はその環境へ与える影響のために再度批判の対象となり、代替除氷剤とより効果的な散布システムが開発されることとなった。

## 設計

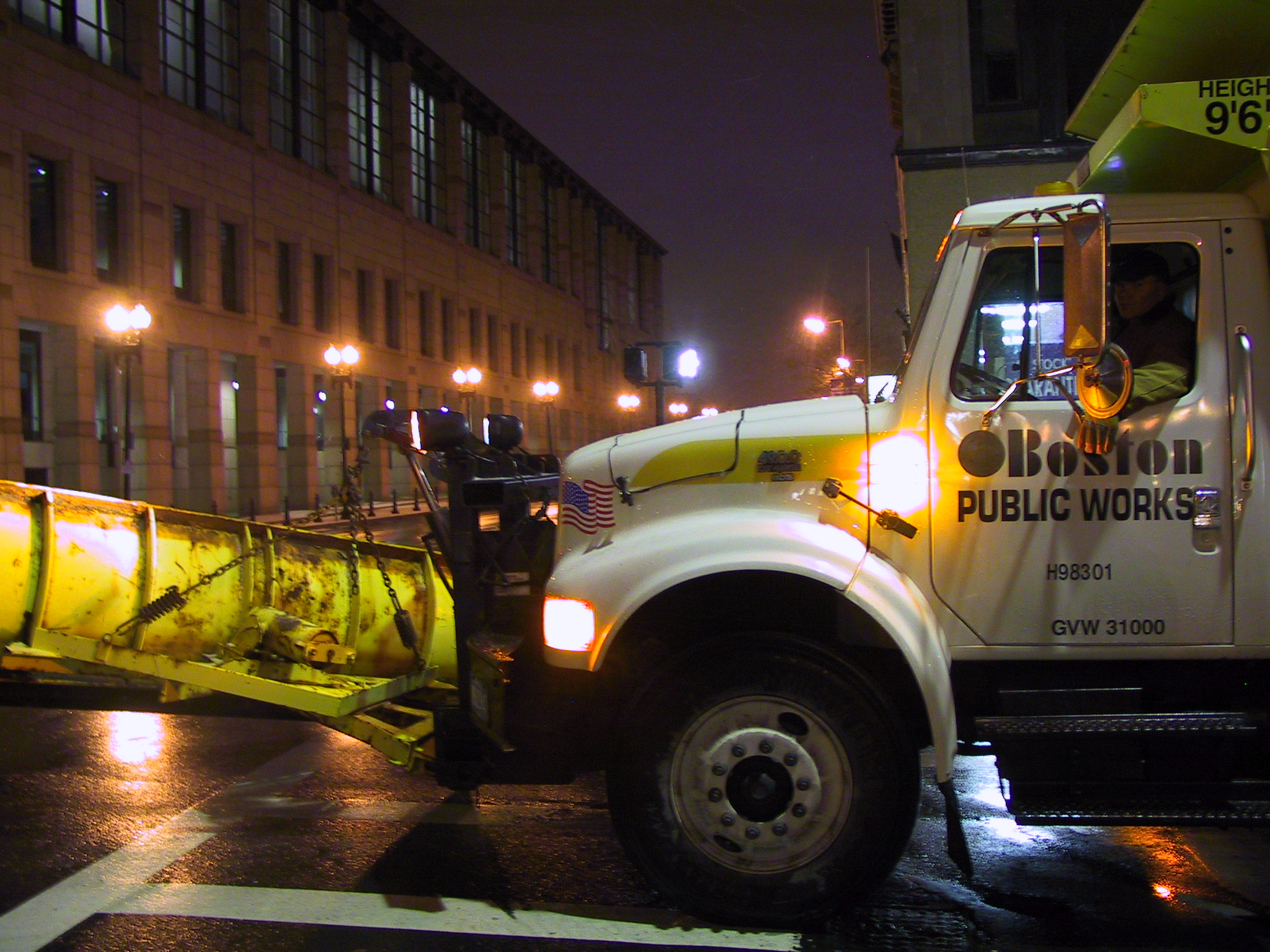
冬季作業車両のキャブ（運転台）。スノープラウ、琥珀色のライトバー、反射材が確認できる。（米国マサチューセッツ州ボストン）

冬季作業車両は、通常、ダンプカーや専用のAWDシャシをベースとし、輸送器メーカーまたはサードパーティーによって冬季作業車両に仕立てあげられる。典型的な改造には、車両の鋼鉄部品の耐腐食性のあるアルミニウムまたはガラス繊維への取り換え、露出している電子機器の耐水性向上、荷台を融雪剤散布用の無蓋ボディへの換装、プラウフレーム（除雪板）の取り付け、重いプラウフレームに耐えうるための強化アクスルと強化フロントバンパーの装着および高加重対応のワイドタイヤへの換装、認知性向上のための特殊な前照灯、作業灯、反射材の追加等が施される。その他の一般的な改造としては、 ストックタイヤのレインタイヤまたはマッドアンドレインタイヤへの取り換え、機動性向上のためのホイールベースの短縮などが挙げられる。しかし歩道や歩行者天国向けに設計された冬季作業車両は小型の車台をベースとする事が多い。それら小型車両の除雪アタッチメントは多用途に使用できるように清掃車、芝刈り機、クレーンのようなアタッチメントと互換性を有し、該当アタッチメントを季節や場合によって逐次取り替える事によって、建設業者や地方自治体が所有する車両数を削減する事が出来る。。現代の冬季作業車両は天気予報情報と接続されたGPSを使用している車両も存在する。これにより運転手は作業に最も適切な地域を選ぶことができ、融雪剤が洗い流される恐れのある降雨予想地域を回避することができる。しかし、2012年現在においてもGPSに頼らない、昔ながらの地図や出発前の打ち合わせによる除雪作業も盛んである。。ほとんどの冬季作業車両は車輪式であり、タイヤチェーンやスタッドレスタイヤが装着されたりするが、一部には無限軌道（キャタピラ）を持つものも存在する。無限軌道式の車両は車輪式の車両よりも積雪に強いが、その反面最高速度が低く、機動性や現場への到着時間において車輪式の車両に大きく見劣りすると言わざるを得ない。。無限軌道を持つ公道外冬季作業車は雪上車（スノーキャット）と呼ばれる。雪上車は一般的に除雪や圧雪に向き、スキー場のゲレンデを円滑に保ちスノーモービルが走れる状態にするために使用されるが、チェアリフトの代わりとして使用されることもある。

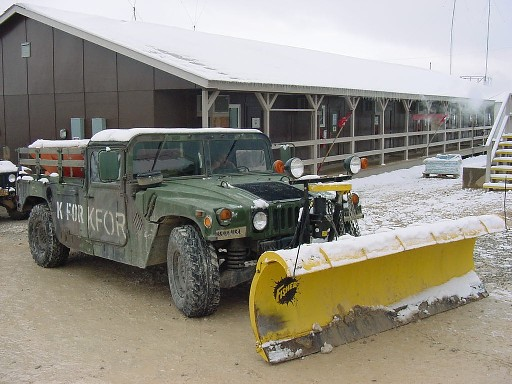
アメリカ陸軍第27工兵大隊のスノープラウ付きハンヴィー（コソボ）

軍用の冬季作業車両は重装甲や冗長性を持たせる改造を施される。これは戦闘地帯、特に極地戦や山岳戦で使用されるためで、装甲ブルドーザーあるいは各国軍の主力車両をベースとすることが多い。コソボ紛争の際は、中央ヨーロッパで、国際連合、KFOR（コソボ治安維持部隊）やアメリカ陸軍がハンヴィーをベースとした軍用冬季作業車両を使用した。また冷戦中においてはイギリス海兵隊とイギリス王立通信隊はNATO とソビエト連邦との境界を警備するためにノルウェーに多数の無限軌道付き軍用車を配備した。
我が国を含むほとんどの国では、冬季作業車両に琥珀色の作業灯が取り付けられている。これは一般的に制限速度以下で作業中であること、複数レーンに跨って作業していること、融雪剤の散布中であること、などの通常の車両と異なる運用パターンである事を、周囲に周知させるために点灯するものである。作業灯の色は琥珀色またはオレンジ色である場合が多いが、カナダ・オンタリオ州のようないくつかの地域では、アメリカ合衆国などの緊急車両と同じ青色の点滅パターンの作業灯を使用している。除雪車の多くは、ホワイトアウト状態でより鮮明に見えるように、車両をコントラストの高いオレンジ色または黄色に塗装している。

## 運用

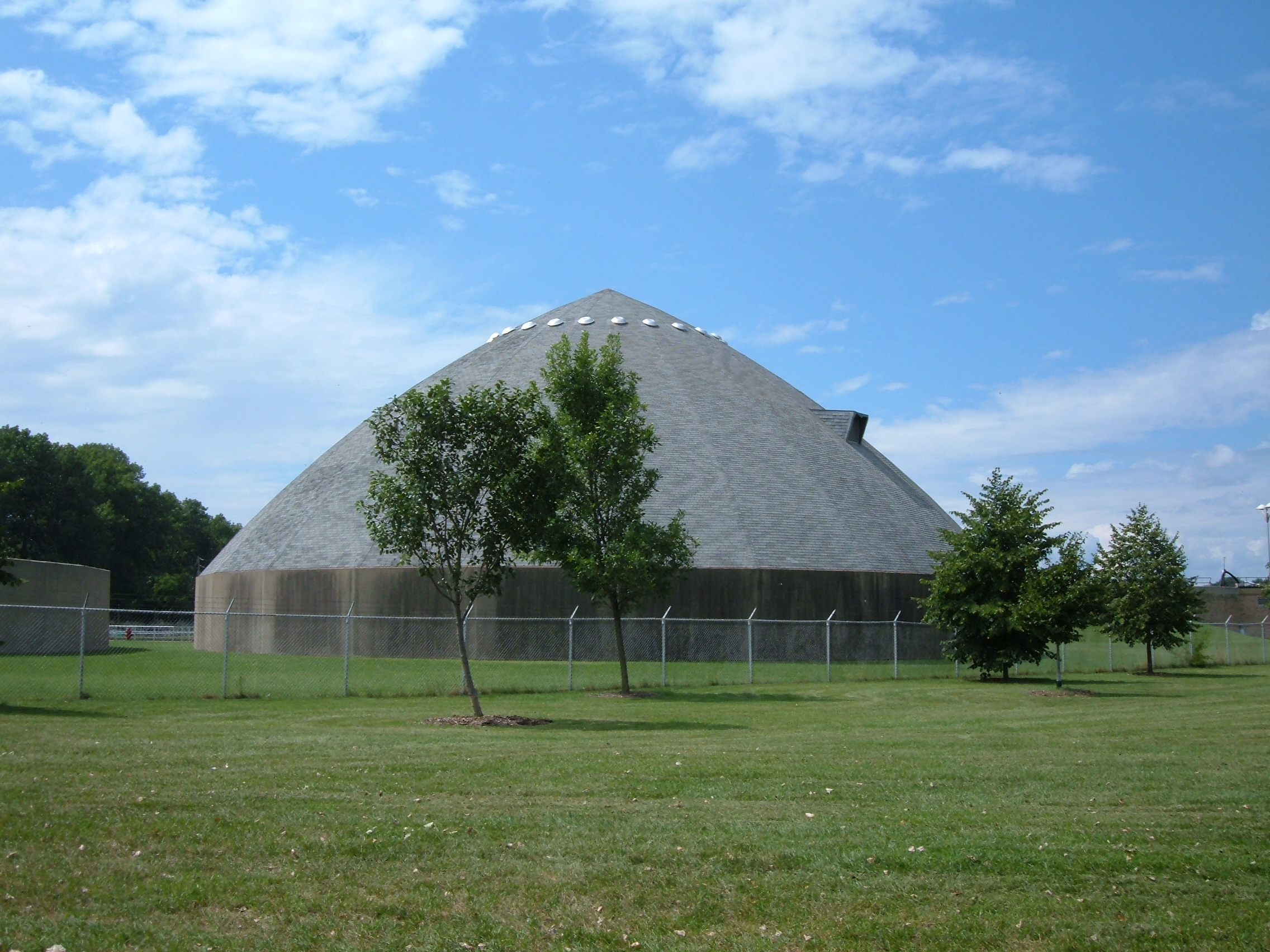
ミシガン湖近くにある塩貯蔵庫。融雪剤を貯蔵するために使われるが、冬季の悪天候時は融雪剤散布車の運転手の居住空間としても使用される。

冬季作業車両は政府当局や地方自治体および委託を受けた民間の下請け業者のいずれかによって運用される。定期的な降雪のある地域での公共事業では、通常、運用者自身が車両を保有するか、あるいは冬季期間中の車両の優先使用のために契約者に対して保証金を支払っている。一方、雪があまり降らない地域の自治体では、単純に必要に応じてそれらの車両をリースによってまかなう。イギリスにおいては冬季作業車両に着色燃料（red diesel）の使用が認められており、イギリス国内では唯一着色燃料の使用が認められた車両となっている。世界各国においては冬季作業車両は道路網維持および移動時間の短縮のために高速道路を使用することが多いが、それには特別税を支払う必要があるために民間建設業者の公道での除雪実施を消極的にさせている。アメリカ合衆国の冬季作業車両の運転手は、クラスAまたはクラスBの商用運転免許証を所持しなければならない。一方、ミネソタ州のように、冬季作業車両の運転手に対する特別な訓練を義務付けずに運転を許可している州政府当局も存在するが、ほとんどの州政府当局や地方自治体は当該車両の運転手に効果的かつ安全な除雪方法の講習を実施している。講習においては経験豊富な運転手の同乗での運転を受講者に求め、またドライビングシミュレーターを運営している当局も存在する。他の地域では当局や自治体の委託を受けた者や関連する業者の全員に例外なく追加免許または認証を求めている。例えばイギリスの高速道路局（Highways Agency）は、局員全員がシティー・アンド・ギルヅ協会の認証および追加冬季保守免許の取得の両方を求めている。日本においては当該車両を運転可能な免許証と当該車両の作業免許、および除雪作業講習会受講証が必要である。除雪作業講習会受講証は当該年度のみ有効であり、毎年の受講を促すと共に無資格者の運行を阻止する狙いがある。

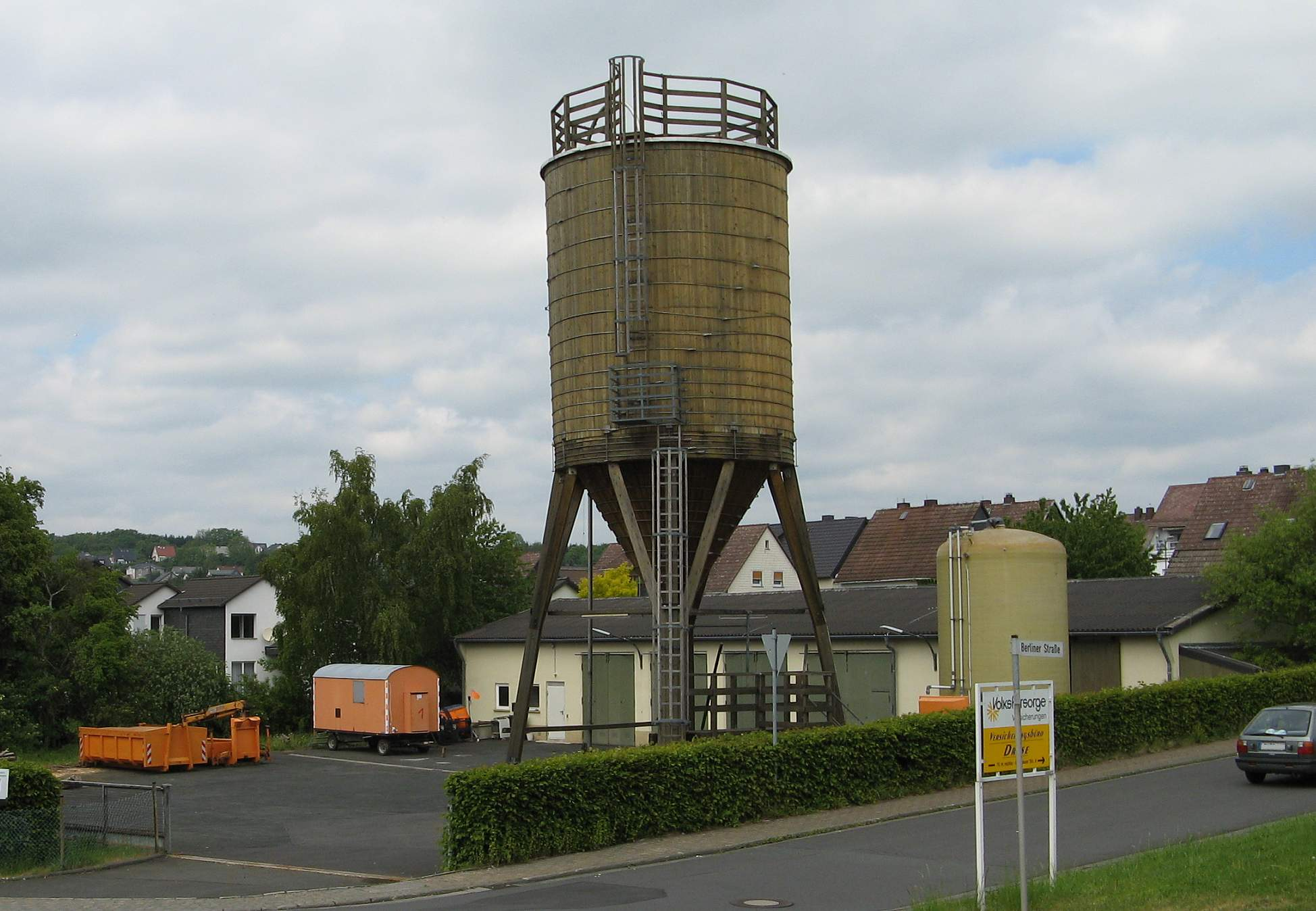
ドイツの道路保守倉庫にある塩水タンク

冬季作業車両の運転手は通常非常勤である。天候が荒れる前や最中にのみ12から16時間シフトで働く。一般的に主要道路では道路網の崩壊を防ぐためにあらかじめ融雪剤が散布される。 このため運転手が定期的に融雪剤を入手することができるように塩貯蔵庫（salt barn）が路肩や除雪基地近傍に配置されている。また道路保守倉庫（road maintenance depot）には運転手が悪天候時のシフトの間で利用するための簡易宿泊設備が備えられている。
通常、天候は緯度や高度によって激しく変動する。熱帯地域では、低地では雪が少なくても山岳地域が激しい降雪に見舞われるということが間々ある。このような状況では、雪道の経験が少ない運転手による事故の発生率を増加させる。高度の高い地域では霜の影響で路面温度が急速に低下するので、山道の交通の安全を保つために、特に降雪期の始まりと終わりに融雪剤散布と除雪作業の需要が高まる。峠越えの危険な道において、除雪車には多量の融雪剤を搭載した高GVWの車体を安全に登坂させられる性能が要求される。登坂に必要な十分な力を得るため、それらの除雪車には一般的なトラックよりも高トルクで高出力のディーゼルエンジンと、トルコン式ATを有する事が多い。また山道には激しいつづら折れが存在する事が多いため、山岳地向けの除雪車は全長が短く、通常のトラックよりも短尺のシャシに二軸の4x4か後二軸の6x4あるいは6x6という構成である事が多い。場所や事業者の選択によってはスノープラウ式ではなく、ロータリー式やホイールローダーを使用する事もある。

## 設備

### 除氷車

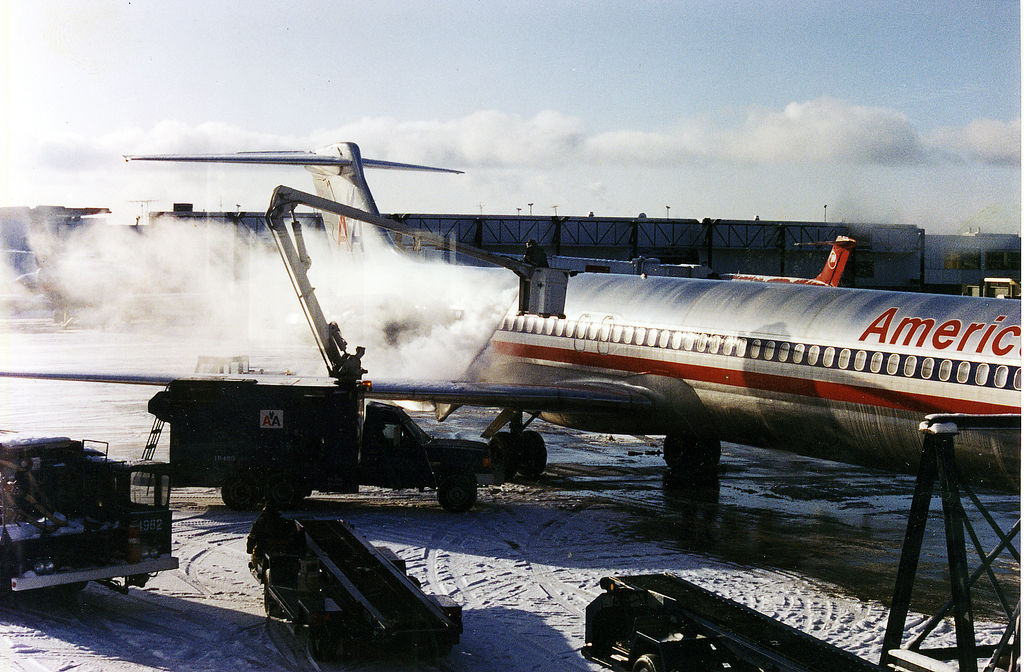
アメリカン航空のMD-80を除氷中の除氷車（米国ニューヨーク州・シラキュース・ハンコック国際空港）

除氷車（de-icer）は、着氷した航空機の機体や滑走路に向けて加熱済み除氷剤を噴霧する。除氷剤にはプロピレングリコールまたはエチレングリコールが使われることが多い。それらは航空機が地上に駐機する間に発生する機体への着氷を防止する。氷は翼の表面を荒くし、翼による揚力を減少させ抗力を増加させる。また氷は航空機の重量を増し、バランスに影響を与えこともある。
航空機除氷車は通常大きなタンクローリーを持ち、濃縮された除氷剤と周囲の気温に応じて除氷剤を薄めるための水が貯えられている。また、通常除氷車は高所作業車用クレーンも持っていて、少ない回数で航空機全体に除氷剤を噴霧することができる。例えばボーイング737の場合、1台の除氷車で10分以内に機体全体を処理することができる。
道路建設業者の中には、除氷車を除雪剤散布車の代わりに使うところもある。塩水（brine）をタンクで運び、路面に散布する。塩水は固体の塩よりも早く反応し、踏みつぶして圧縮する必要もない。また、同じ長さの道を処理するのにより少量の塩しか必要としないため、塩水はより環境にやさしい。
空港の滑走路の除氷では、長い噴霧アームに取り付けられた噴霧機も使用される。これらのアームは滑走路の横幅全体をカバーできるように十分長く、1回の行き来で滑走路の完全な除氷を行うことができ、滑走路の利用不能時間を短縮することができる。

### 凍結防止剤散布車

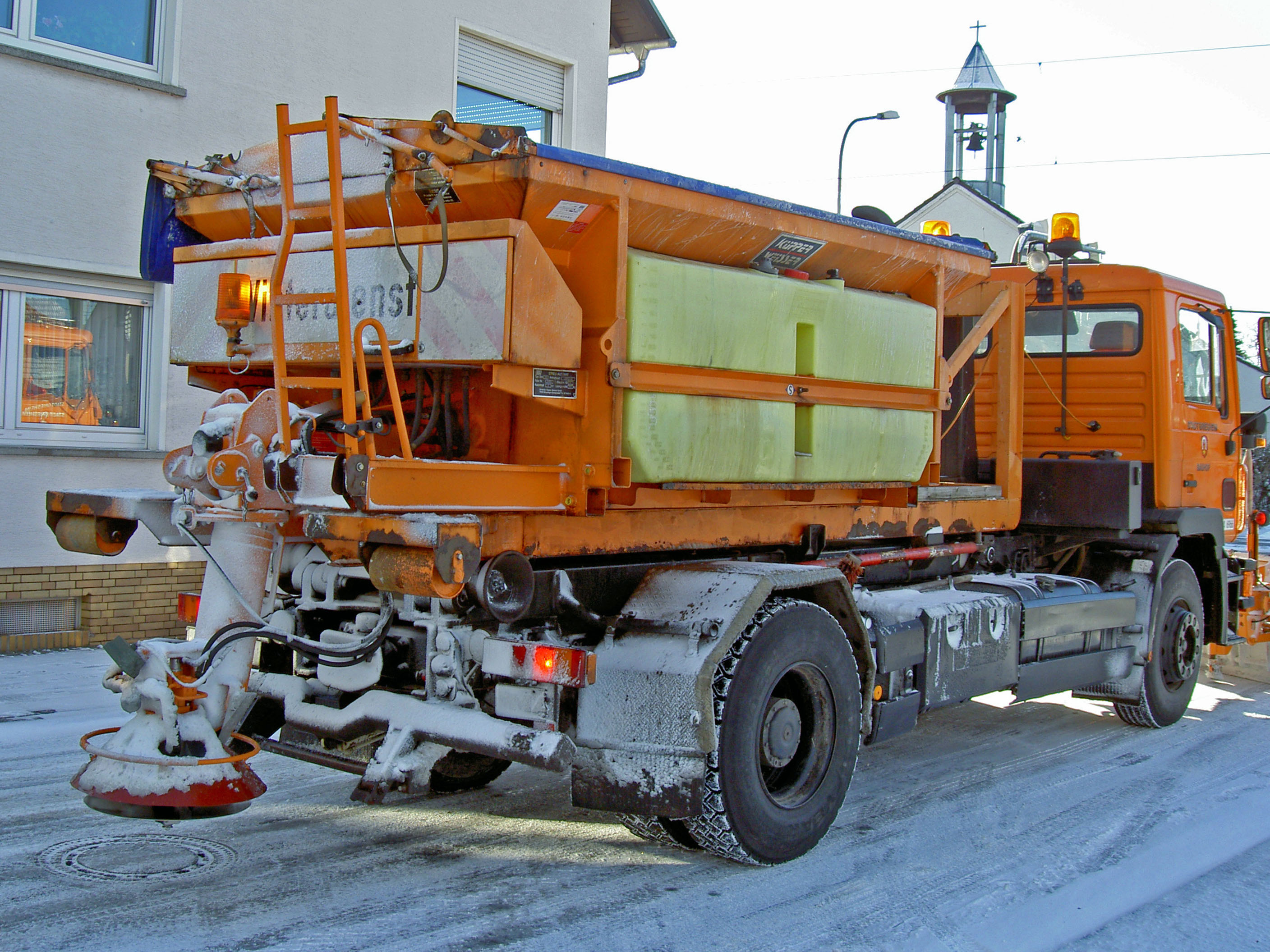
ドイツの凍結防止剤散布車のホッパーと回転羽根

凍結防止剤散布車（gritter、グリッター、またはsander）は、塩散布車（salt spreader）あるいは塩トラック（salt truck）とも呼ばれ、冬季作業車両としてよく使用されている。実際、「グリッター」という用語は「冬季作業車両」と同義で使用されることがある。 凍結防止剤散布車は、砂と岩塩を混合した融雪剤（grit、グリット）を路上に散布するために使用される。融雪剤は車両後部の大きなホッパー（荷台）に貯蔵され、散布機構に外部の物体が入り込んで詰らないように、上部はワイアーの網で覆われている。投下された融雪剤は、液圧システムによって小さなオンボード・エンジンに取り付けられている回転羽根（impeller）によって路上に広く散布される。しかし1970年代までは、トラックの後部に乗った作業員がシャベルを使って手動で融雪剤を散布することが多かった。また古い散布機構の中には、融雪剤を手動でホッパーから回転羽根に供給する必要があるものもあった。融雪剤に含まれる塩は凝固点降下によって氷の融点を下げる。これにより氷をより低い気温で溶かして道端に除去する。融雪剤に含まれる砂はタイヤと道路の間の摩擦を増大させて牽引力を向上させる。散布される塩の量は道路の状態により様々である。路面の凍結防止の場合、1平方メートル当たり約10グラムの塩を散布するが、軽度の積雪を融雪する場合は、1平方メートル当たり40グラムの塩が必要となる。なお砂の量とは無関係である。融雪剤は路面への粘着性を向上させる目的で糖蜜と混合される場合がある。しかし甘い糖蜜に刺激された家畜が道路を舐めることがよく起きる。融雪剤がノズルを通る際に加熱する場合があるが、これは氷の融解を促進し、また塩の溶解性も改善する。閑静な田舎では融雪剤散布は適さないと考えられているため、代わりにグリッド・ビンと呼ばれる融雪剤貯蔵箱がよく利用される。そこには融雪剤として塩と砂の混合物が貯蔵されていて、運転手や歩行者が自分でシャベルを使い路上に散布する。
冬季作業車両としての凍結防止剤散布車は、滑走路の凍結防止のため、空港でも使用される。しかし通常道路の除雪に利用される塩は航空機の機体に損傷を与え、精密な運行機器に悪影響をおよぼしてしまう。このため空港の凍結防止剤散布車は、それらの代わりに航空機や空港設備を腐食しない酢酸カリウムまたは尿素を滑走路に散布する。

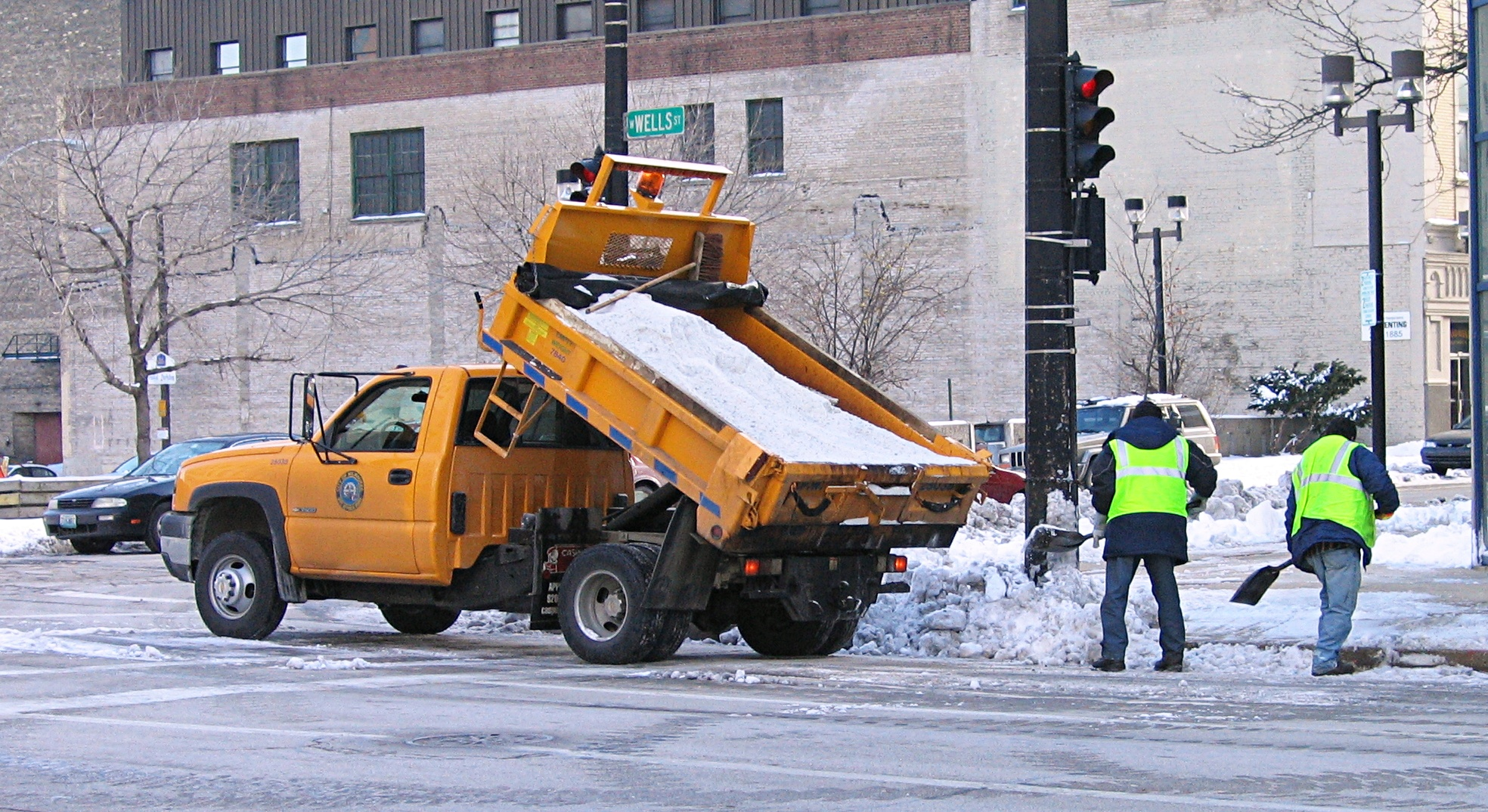
凍結防止剤散布車から手作業で塩の散布を行っている様子（米国ウィスコンシン州ミルウォーキー）

#### 材料
融雪剤散布では海塩を使用することができない。純度が高過ぎ、非常に速く融解するためである。このため融雪剤で使用されるすべての塩は非再生可能資源である岩塩坑から採取したものである。また、土壌中の塩の極度の集中は植物を殺してしまうため、運用者は融雪剤散布をできるだけ少なくするために腐心している。その結果、道路保守当局は不要な散布を避けるために凍結予報局の先進的なネットワークを持っている。これにより塩の無駄遣いを減らすだけでなく、環境への影響や交通遮断をできるだけ回避することができる。散布された塩は最終的には洗い流されて失われるため、再利用や回収はできない。しかし不溶性の砂は掃雪車によって回収・リサイクルされ、新しい塩の結晶と混合され、融雪剤散布で再利用される。結局、運用者は多量の岩塩を定期的に購入しなければならない。
ベルリンなどの世界のいくつかの地域では、非常に危険な道路を除き、塩の散布は禁止されている。代わりに、いかなる融雪剤も混合されていない純粋な砂が散布されている。これは環境保護には貢献するが、散布車両の運行はよりたくさん必要となり、そのため労働力もより必要となる。また、散布される砂は不溶性であるため、道端に蓄積しがちで、停留所でのバスの停車を難しくする。他の地域では、環境への影響がより小さく、金属構造体の腐食がより小さい、代替化学物質を使っている。アメリカ合衆国のオレゴン州では、塩化ナトリウムと分子構造が似ているがより低反応性で比較的安価な化学物質である塩化マグネシウムが使用されている。一方ニュージーランドでは、環境に有害な塩化物とイオンを両方避けることのできる酢酸カルシウム・マグネシウム（CMA）が使用されている。尿素は、鉄や鉄鋼にまったく反応しないため、吊り橋に散布するため使用されることがある。ただし尿素は塩ほどの効果はなく、コストも7倍する。融雪剤のほとんどは、水和フェロシアン化ナトリウムと混合されている。それは天然では無害だが、強力な太陽光の下で光解離し、猛毒化学物質であるシアン化水素を生成し得る。極地あるいは温帯地域では、太陽光は一般的にこれを生じさせるほど強力ではないが、シアン化合物が漁場や農場に入り込まないように、融雪剤倉庫は可能な限り水路から離れていなければならない。凍結防止剤散布車の追い越しは危険である。融雪剤は道路全体に散布されるため、その破片が道路のペイントワークや車の窓に損傷を与えることがある。また散布された塩によりオートバイは効果的な摩擦力が得られず、特に曲がり角では横滑りしてしまう可能性がある。
凍結防止剤散布車は熱帯でも使われることもある。アスファルトで使用される歴青（bitumen）が融けるほど気温が高くなった場合、路面と車のタイヤの間の保護層となるようにグリットが散布される。一方、それは路面から歴青塗装されている骨材を剥離させ、路面に損傷を与えてしまう。

### 圧雪車

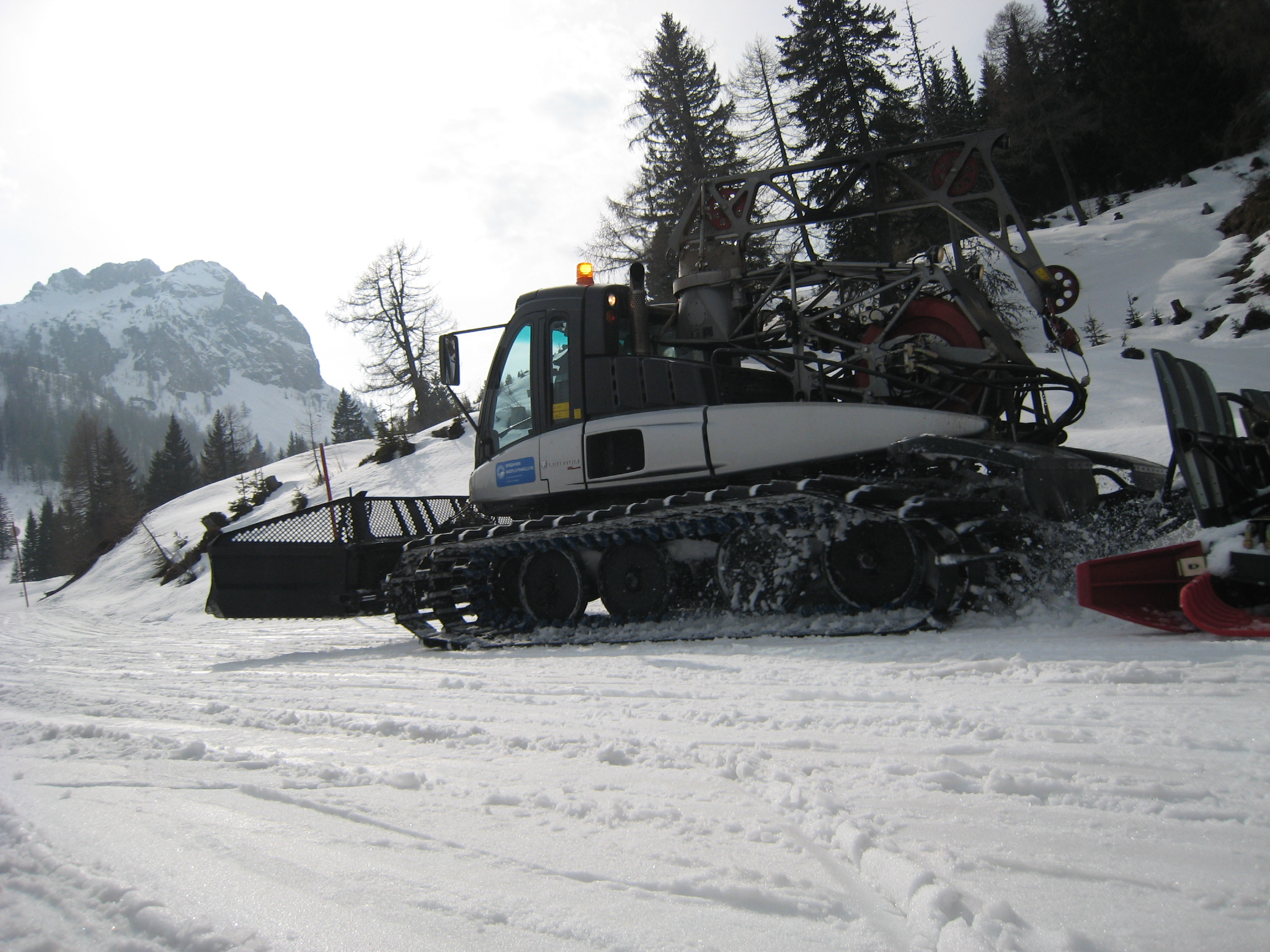
ローラーを牽引するオーストリアの圧雪板付き雪上車

圧雪車（snow groomer、スノーグルーマー）は、雪を取り除くのではなく平坦かつコンパクトにするために設計された機械である。初期の圧雪車は、田舎の住民が彼らの家の近くの雪を圧縮するために使われていた。それは雄牛が牽引する重いローラーで、そり犬の運行のため雪を圧縮して表面を平坦にした。発動機付き車両の発明により、公道上の圧雪車は除雪車や噴射式除雪車に取って替わられたが、スキー場での使用は残った。スキー、スノーボード、スノーモービルを含む様々なウィンタースポーツで要求される、平坦で安全な滑走面（トレイル）を維持するために使用される。圧雪車の基本型は20世紀を通してほとんど変化せず、ほとんどはトラクターや雪上車に取り付けられた重いローラーを持ち、圧雪を要する場所で牽引される が、近年ではローラーの代わりに圧雪板を後部に取り付けて踏み固める型式の物や、アイスバーン（この場合、スキー場コースの雪面が固く凍結した状態を指す）対策用に突起付き回転ローラー式雪氷破砕装置と圧雪板を組み合わせた物が使われる事もある。

1980年代、より先進的な電気システムが開発され、メーカーは様々な地形に対応した圧雪車を製造した。現代の多くの圧雪車は、スノーボードのハーフパイプやミニランプを作ることさえ可能である。圧雪車はまた人工降雪機（スノーガン）と共にスキー場全体に雪を散布するために使用される。一方で、圧雪車はスキー場内の環境に影響を与える。圧雪は雪の下の土壌から栄養分と鉱物を取り去り、圧雪車からの定期的な圧力は土壌の浸透率を増加させ、容水量を減少させる。これが土壌が水に浸る割合を増加させ、浸食しやすくしてしまう。

### 融雪車

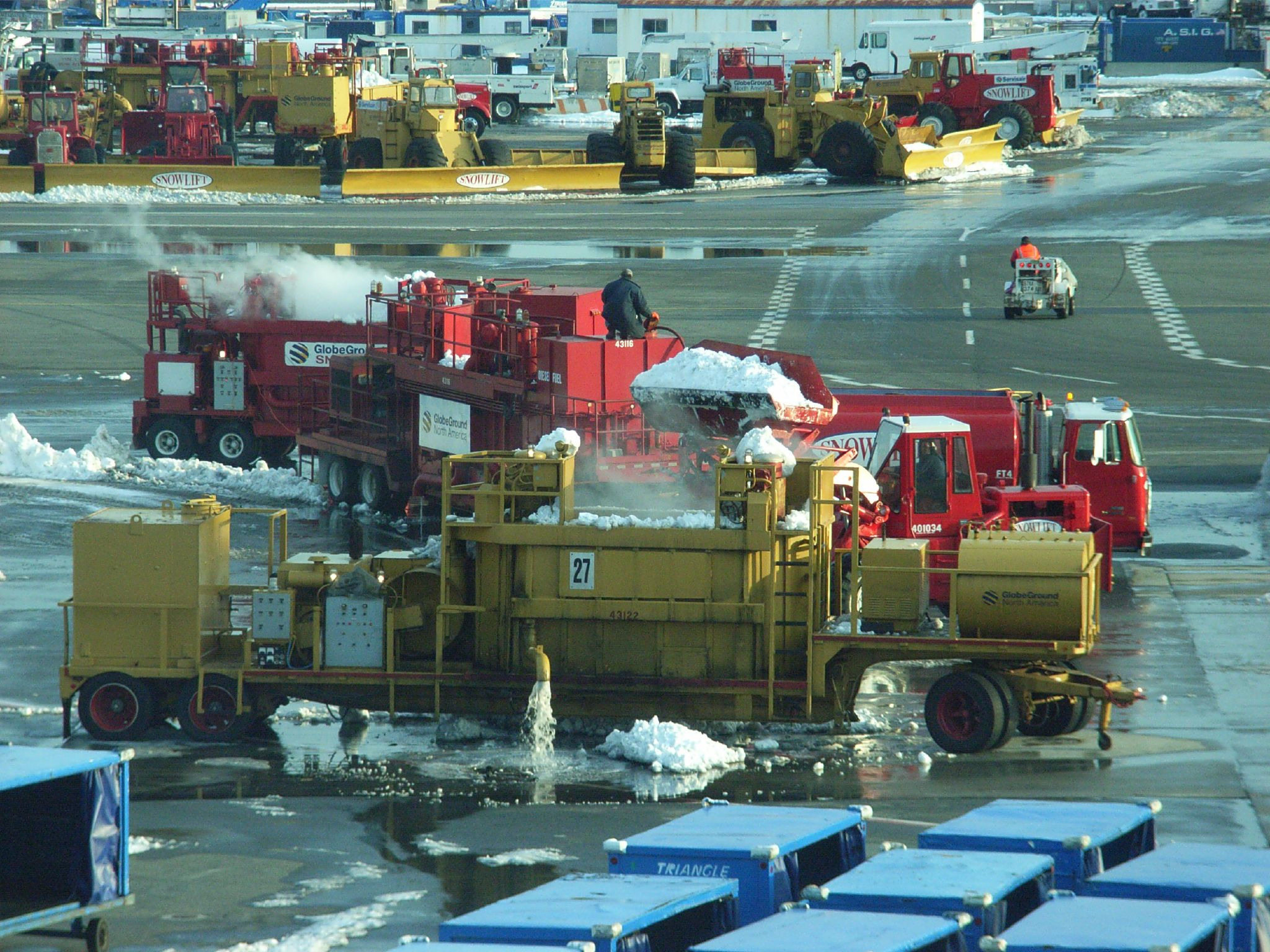
ジョン・F・ケネディ国際空港で作業中の融雪車。湯気が確認できる（米国ニューヨーク州）

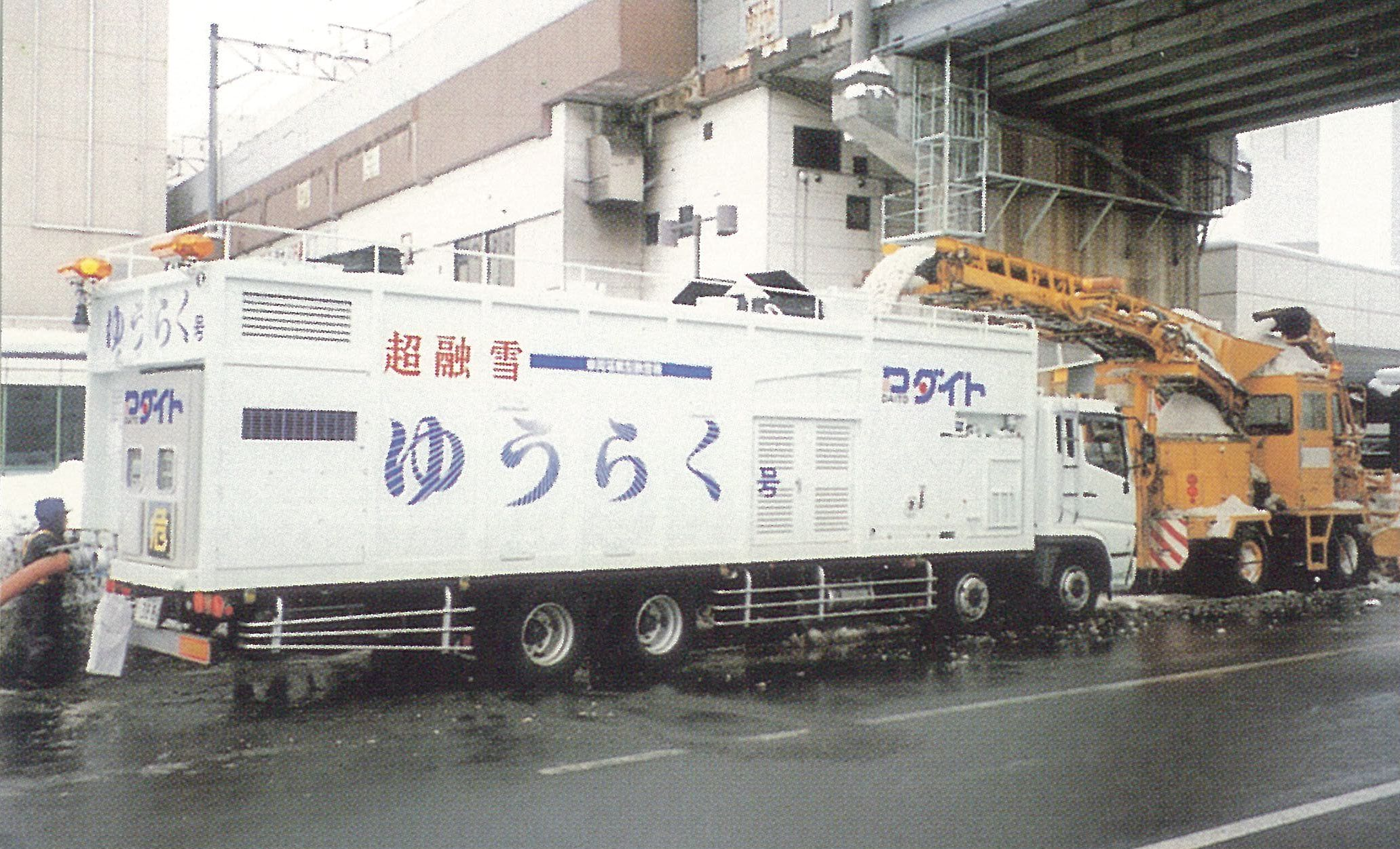
札幌市で作業中の移動式融雪車

融雪車（snow melter）は、雪をすくって車両後部の大きなタンクにある融雪穴に（melting pit）投入する。融雪穴の周囲には強力なバーナーで加熱された沸騰水で満たされた小さなタンクがある。バーナーからのガスで沸騰した水の一部が融雪穴にこぼれることによって、雪を瞬時に融かす。雪が溶かされてできた水（融雪水）は排水管から外部に放出される。
融雪車は大きな水タンクとバーナーに必要な燃料タンクを運ばなくてはならないため、他の冬季作業車両よりも非常に大きく、重くなる傾向がある。例えばある融雪車は全長約18メートル（59フィート）で、セミトレーラーのトラクターヘッドにより牽引される。また、複雑な融雪プロセスのため、融雪車は同等の除雪車（スノープラウ）や噴射式除雪車（スノーブロワー）よりも処理能力はかなり低く、最大級の融雪車は1時間当たり500トンの雪を取り除くが、大型の噴射式除雪車なら1時間当たり5,000トンの処理能力がある。しかし融雪車は有害な化学物質を散布しないため、融雪剤散布車よりも環境にやさしい。路面上の汚染物質は融雪水から分離し安全に処理することができる。さらに雪は融けてしまうので、集めた雪を取り除くためのコストも削減できる。他方、融雪には大量のエネルギーが必要であり、そのコストと環境への影響という問題を抱えている。

### 除雪トラック

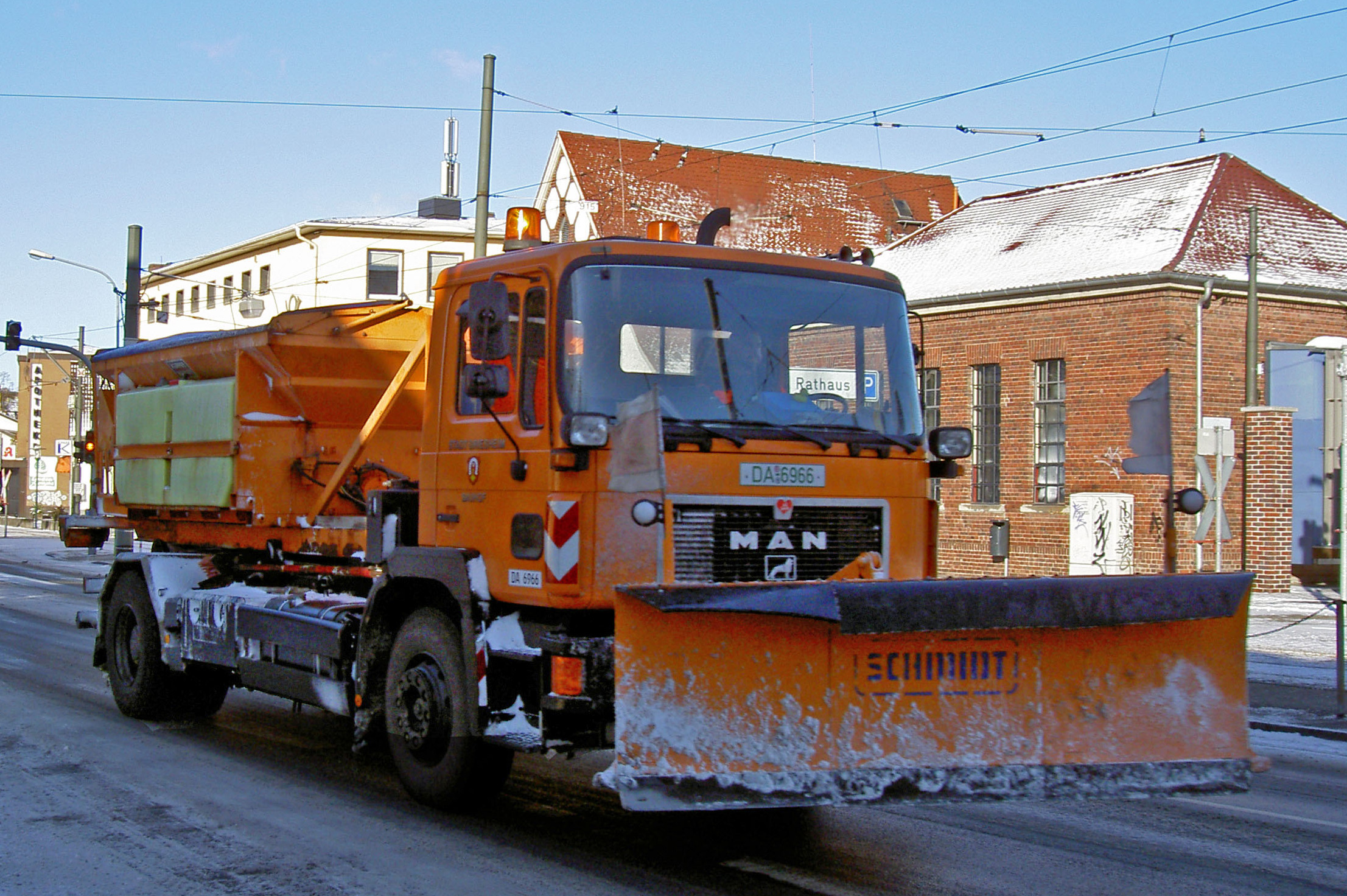
融雪剤運搬用ホッパーを装備した除雪車（ドイツ）

除雪トラックは、新雪の積もった道路を通行可能とするため、スノープラウ（snowplow、除雪板）を装着したトラックであり融雪剤散布装置を併設している場合も多い。ほとんどの場合、除雪用プラウは液圧式駆動アームに装着され、雪を移動させるために上げ下げされたり折り曲げたりされる。ほとんどの冬季作業車両は、常設のプラウまたは装着装置のプラウフレームのいずれかを持っている。イギリスの高速道路局（Highways Agency）の所有する車両の75%は、プラウを装着することのできるプラウフレームを持っている。他にモーターグレーダー、ブルドーザー、バケットローダーなど通常の建設機械も使用される。除雪車の追い越しは危険である。除雪車がこれから通るレーンはまだ完全に除雪されているわけではなく、またプラウの両側に相当量の雪のしぶきが発生し視界が不明瞭になる。

### ロータリー車

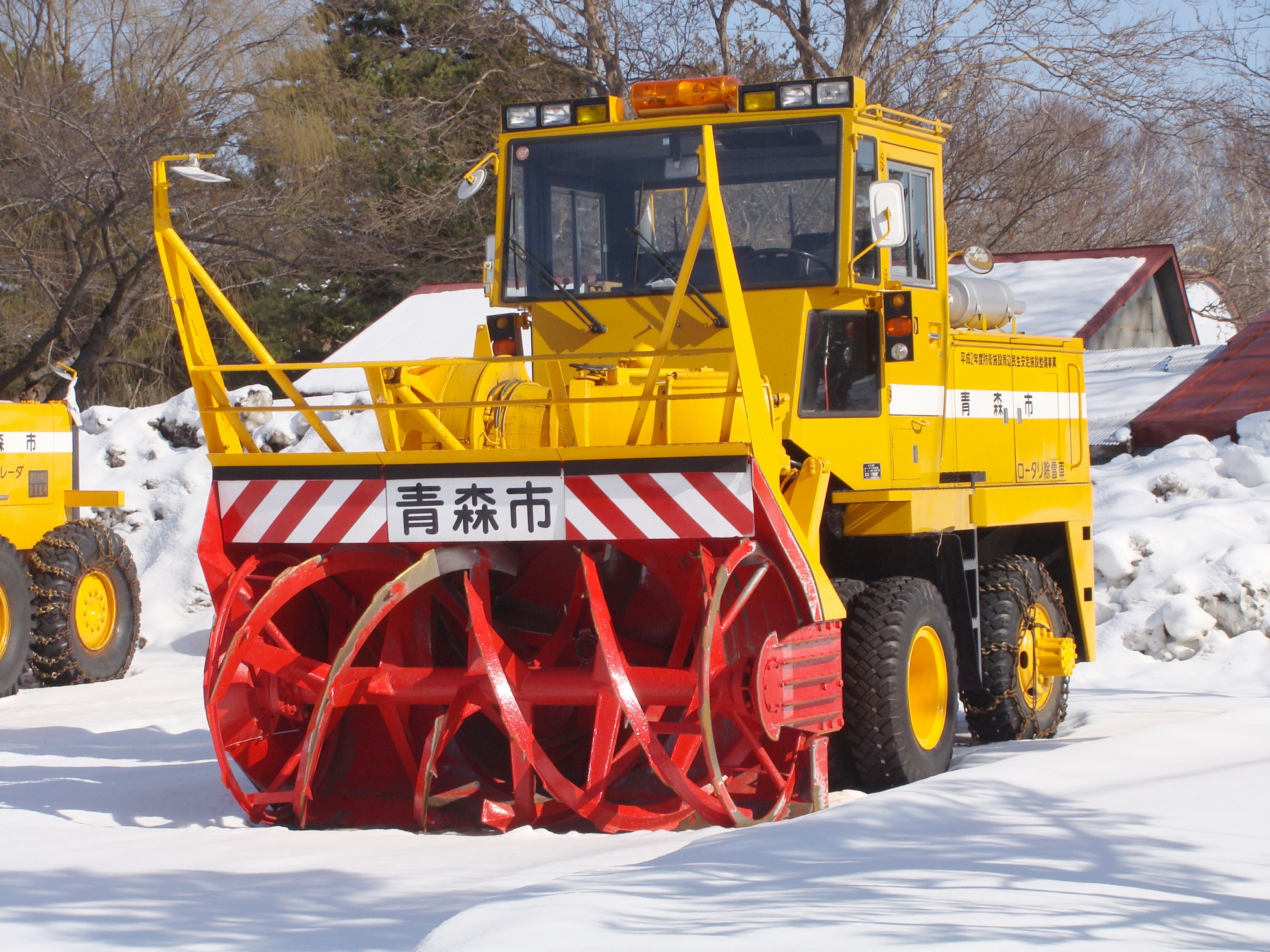
青森市のロータリー除雪車

英語ではSnow Blowerと呼ばれ、希にこれを直訳して噴射式除雪車とも呼ばれる。ロータリー式除雪車は前方に備えられたオーガによって、雪を切断し、最上部に取り付けられた通雪筒からそれを噴き出す。一般的に、スノープラウより遙かに深い雪を処理できる代わりにその速度は極めて遅い。また、除雪トラックでは雪を脇に押しのけることしかできず路肩に雪が山積みになる上、積み上げられる高さにも限度があるが、ロータリー車ではこれをより遠くに、より高く積み上げたり、あるいはダンプトラックに積み込むことができる。これにより道路使用者が通行しやすくなり、道端に積み上げた雪壁が道路を塞ぐことを避けることができる。

### 掃雪車
掃雪車（snow sweeper）は、ブラシを使って舗装道路上の薄い雪の層を取り除く。掃雪車はまた、空港滑走路や競馬場のような雪に非常に弱い場所で、大型車両が処理し損ねた残りの雪を取り除くためにも使用される。これは、除雪車や噴射式除雪車のプラウや高速回転刃よりも、自由度の高いブラシが地形によく順応することができるためである。ブラシはまた、信号機の前や電停でよく見られる点字ブロックでも、繊細な表面を損傷することなく、掃雪することができる。他の冬季作業車両とは異なり、掃雪車は圧雪はせず、荒さや摩擦の大きな表面は処理できない。しかし10センチ以下の雪を除雪したい場合は、掃雪車が最も効率的な手段である。これ以上の深さの積雪になると、ブラシ詰まりが発生する。ほとんどの掃雪車は15センチ以上の雪を除雪することはできない。より先進的なジェット式掃雪車もある。ブラシの直後に空気噴射式除雪器が取り付けられていて、舗装道路上にあるブラシで掃かれた雪を吹き飛ばし、雪の定着を防ぐ。
函館市企業局交通部では、路面電車の軌道の除雪に軌道除雪車(ササラトラック)を用いている。トラックや重機の前面に、ササラ電車と同じような回転式ブラシを取り付けた構造をしている。ササラトラックは業務委託を受けた民間業者が運用し、除雪作業を行う。近年ではササラ電車よりもササラトラックが出動する割合が高い。ササラ電車は駒場車庫内の除雪を主に担い、出動するのは雪が多い日に限られる。

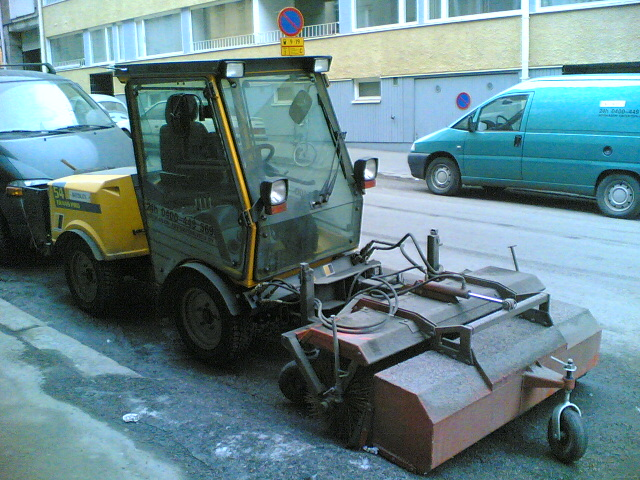
フィンランド・ヘルシンキの掃雪車
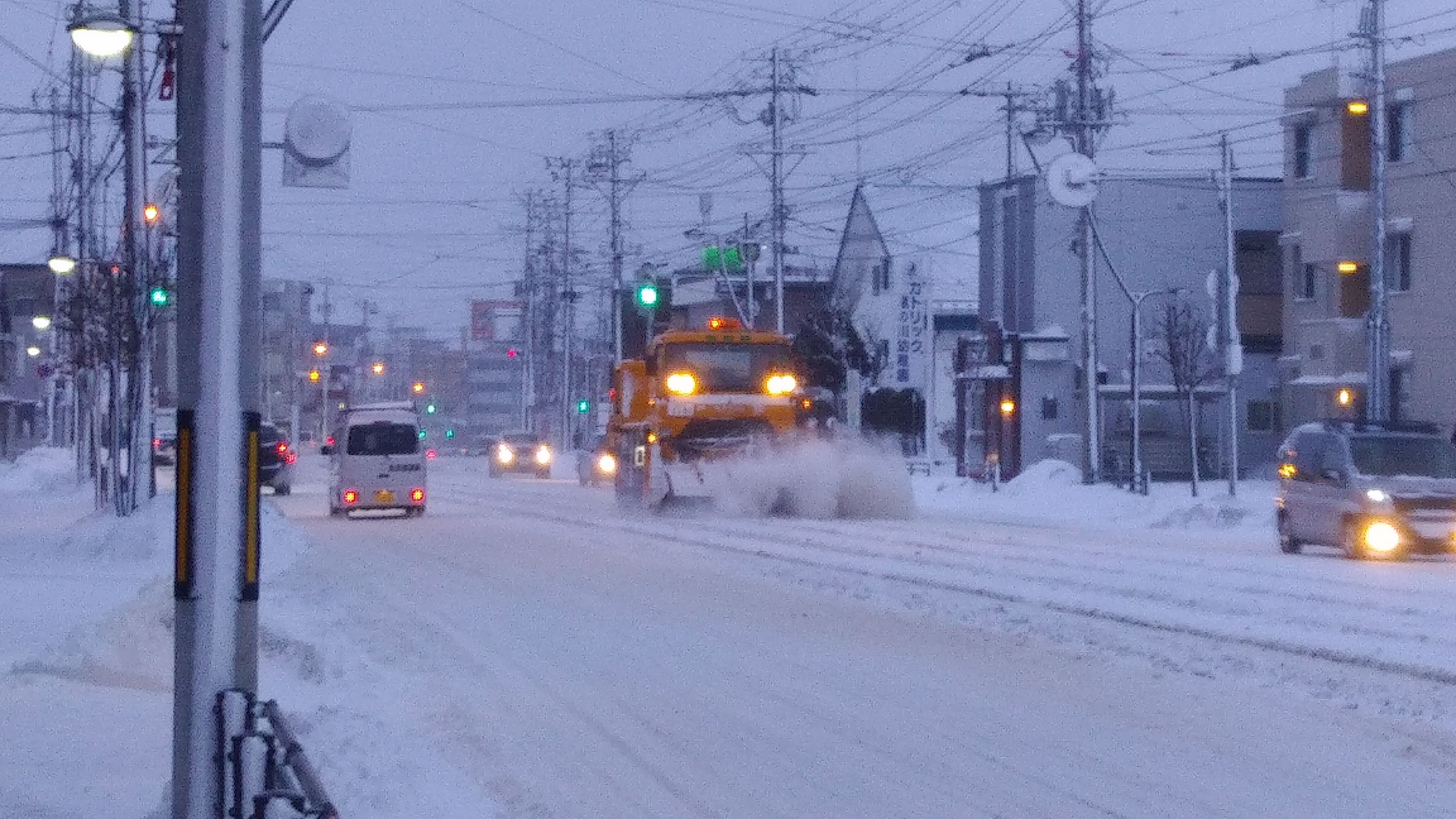
函館市企業局交通部・函館市電の軌道敷を除雪するササラトラック（2017年12撮影）

### 摩擦係数測定車

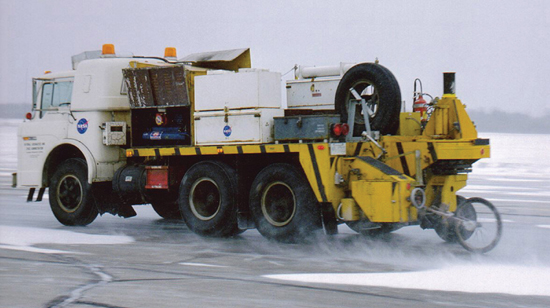
米航空宇宙局（NASA）の摩擦係数測定車（ラングレー空軍基地） - 後部に特殊車輪が見える。

摩擦係数測定車（Surface friction tester）は、車両の後部車軸に取り付けられた液圧システムに装着された小さな5番目の車輪で、道路の滑りやすさを測定するために使用される。自由に回転することができるその車輪は、地表でわずかに偏揺れ（ヨーイング）し、部分的にスライドする。その車輪の車軸に取り付けられたセンサーは、車輪の回転により生まれるトルクを測定することによって、車両と舗道の間の摩擦を計算する。摩擦係数測定車は、空港や主要道路で氷結の前または除雪の後に使用される。表面摩擦データは制御室に送られ、除雪計画の策定に使用される。摩擦係数測定車は、降雨の前に路面の雨による影響をシミュレートするため、水噴霧システムを備えていることが多い。通常センサーは他の冬季作業設備で使われるような大きなトラックではなく、小型のコンパクトカー、ステーションワゴン、あるいは小型トレーラーに取り付けられる。これは摩擦係数測定車は軽い車両に取り付けられた場合に最も良く動作するためである。

## 推奨文献
- Gray, Donald; Male, David (1981). Handbook of Snow: Principles, Processes, Management and Use. Pergamon. ISBN 0080253741
- Pearson, Derek (1990). “Winter Maintenance”. Highway Maintenance Handbook. Thomas Telford. ISBN 0727725319
- Symons, Leslie; Perry, Allen Howard (1991). Highway Meteorology. Spon Press. ISBN 0419156704
- D'Itri, Frank M. (1992). Chemical Deicers and the Environment. CRC Press. ISBN 0873717058
- McKelvey, Blake (December 7, 1995). Snow in the Cities: A History of America's Urban Response. University of Rochester Press. ISBN 1878822543
- Sack, Ronald L.; Izumi, Masanori; Nakamura, Tsutomu (1997). Snow Engineering: Recent Advances. Taylor & Francis. ISBN 9054108657
- Minsk, L. David (1998). Snow and Ice Control Manual for Transportation Facilities. McGraw Hill. ISBN 0070428093
- Institution of Civil Engineers (2000). Highway Winter Maintenance: ICE Design and Practice Guide. Thomas Telford. ISBN 0727729578
- A Bergström, Kungl (May 28, 2002) (PDF). Winter Maintenance and Cycleways. Royal Institute of Technology.
- Blackburn, Robert R. (2004). Snow and Ice Control: Guidelines for Materials and Methods. Transportation Research Board. ISBN 0309087996
- Conger, Steven M. (2005). Winter Highway Operations. Transportation Research Board. ISBN 0309097479